# Colnettia brinoni
Colnettia brinoni là một loài bướm đêm trong họ Noctuidae.